# Вагнер, Иоганн Александр
Иоганн Петер Александр Вагнер (нем. Johann Peter Alexander Wagner; 26 февраля 1730, Терес— 7 января 1809, Вюрцбург) — скульптор оригинального южно-немецкого барочно-рокайльного стиля, отец немецкого скульптора и живописца Иоганна Мартина фон Вагнера.

## Биография

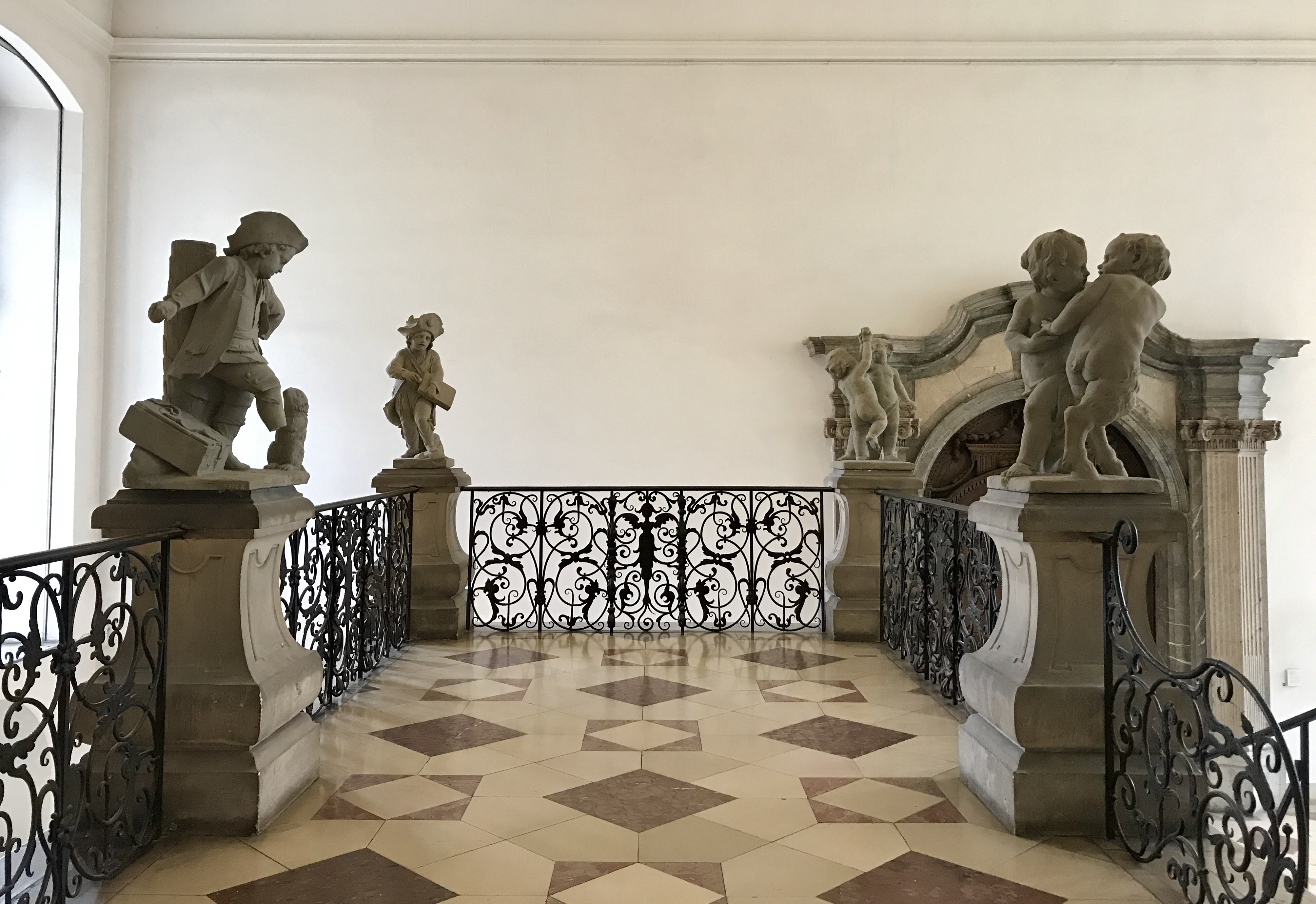
Скульптуры лестницы Вюрцбургской резиденции

Иоганн Александр родился 26 февраля 1730 года в местечке Obertheres, ныне Терес (Германия). Он был четвёртым ребёнком скульптора Иоганна Томаса Вагнера в семье из пяти детей.
Сначала он посещал местную школу своего городка, так как другая ближайшая школа находилась примерно в сорока километрах в Бамбергe. Учился ремеслу скульптора у отца. В 1747 году после семейной ссоры Иоганн Александр покинул родительский дом и сначала переехал в Вену, где жил его дядя. Работал в мастерских разных художников, в том числе у австрийского скульптора Бальтазара Фердинанда Моля. Затем ему пришлось жить и работать в других городах Германии, Швейцарии и Голландии. В 1753 году Иоганн Вагнер работал в Мангейме.
После смерти матери в 1753 году, Иоганн Вагнер поселился в Вюрцбурге. Трудился в качестве подмастерья у придворного скульптора Иоганна Вольфганга фон дер Аувера, после смерти которого в 1756 году, взял на себя руководство мастерской вместе с одним из его братьев Лукасом. В этом же году Вагнер женился на вдове Вольфганга — Марии Кордуле Куре, которая была на шесть лет старше его. После её смерти, он во второй раз женился в 1767 году на Маргарете Рёссингер.
В декабре 1771 года Иоганн Александр Вагнер стал придворным скульптором епископства Вюрцбург и занимал эту должность следующие двадцать восемь лет. Он получал хорошее вознаграждение за свою работу и выполнял большое количество заказов, став практически незаменимым при выполнении сложных декоративных и живописных работ.
По причине секуляризации во времена Германской медиатизации, начавшейся в 1803 году, многие работы скульптора были изъяты из церквей и монастырей. Не все они позже вернулись на свои места. Некоторые из его произведений в настоящее время можно увидеть в музеях Германии — Главном франконском музее и Музее Мартина фон Вагнера (Вюрцбург).
Скончался художник 7 января 1809 года в Вюрцбурге.

## Галерея

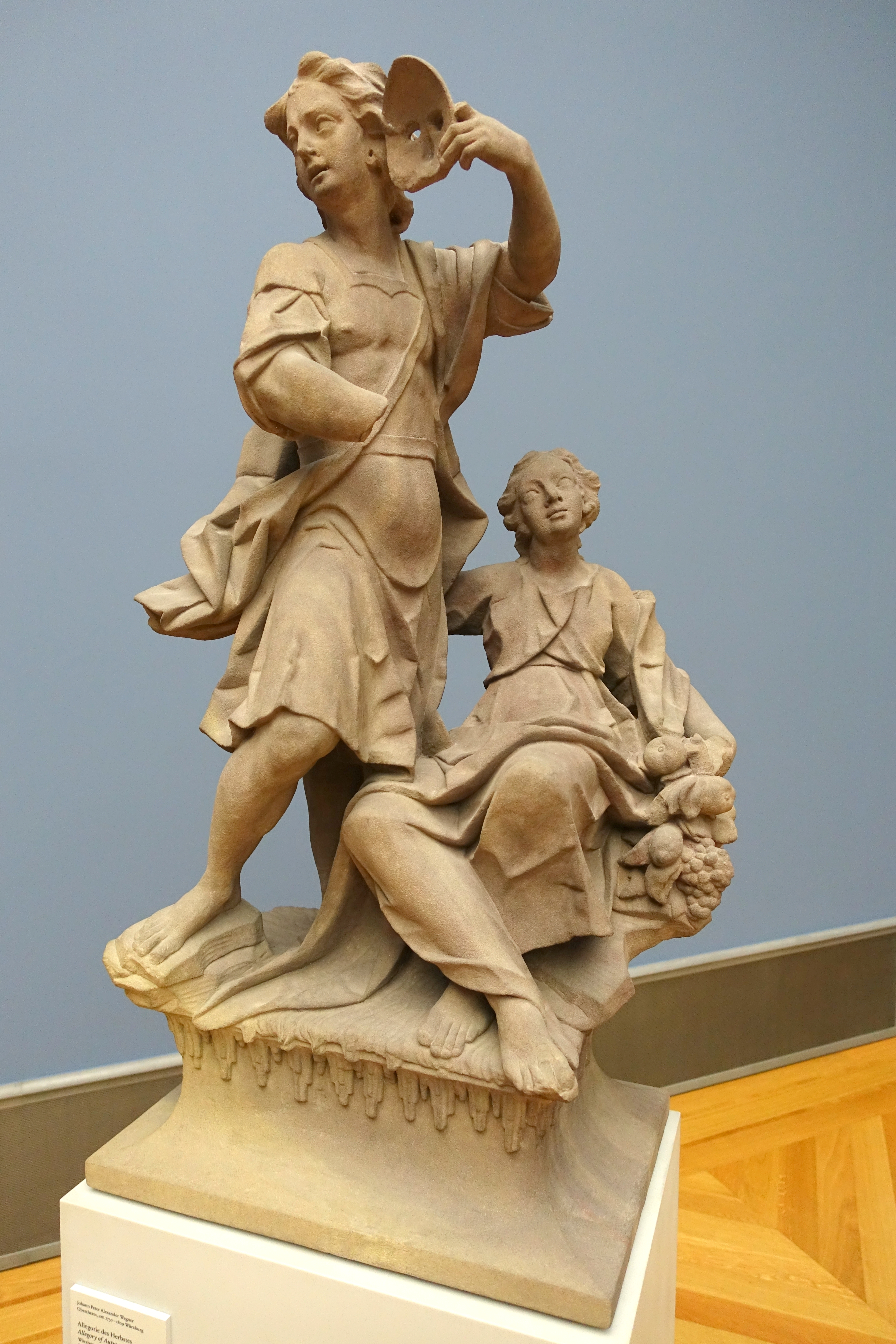
Aллегория осени. Между 1750 и 1760. Терракота. Музей Боде, Берлин
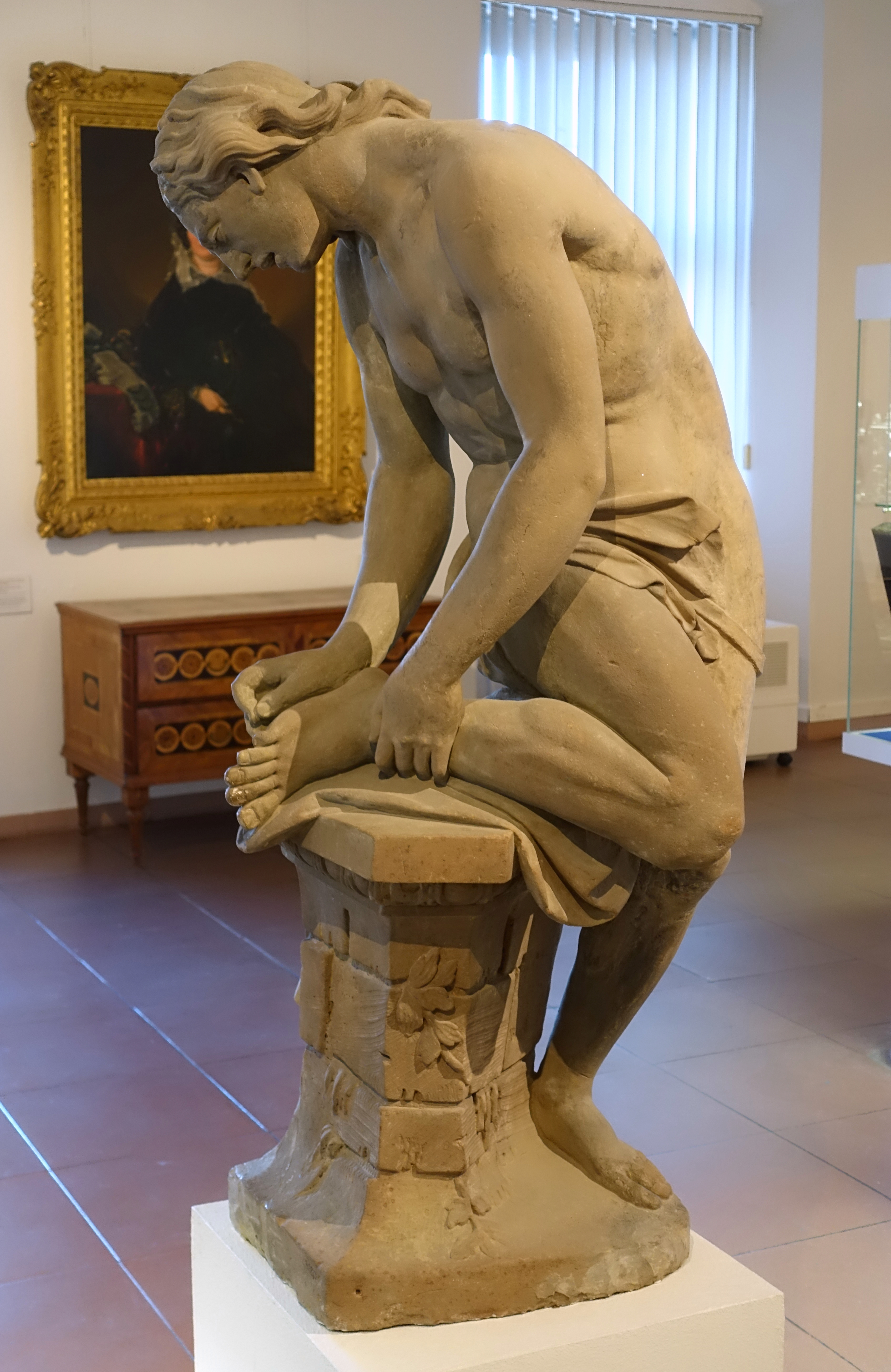
Юноша, вытаскивающий занозу. 1771—1772. Терракота. Главный франконский музей, Вюрцбург
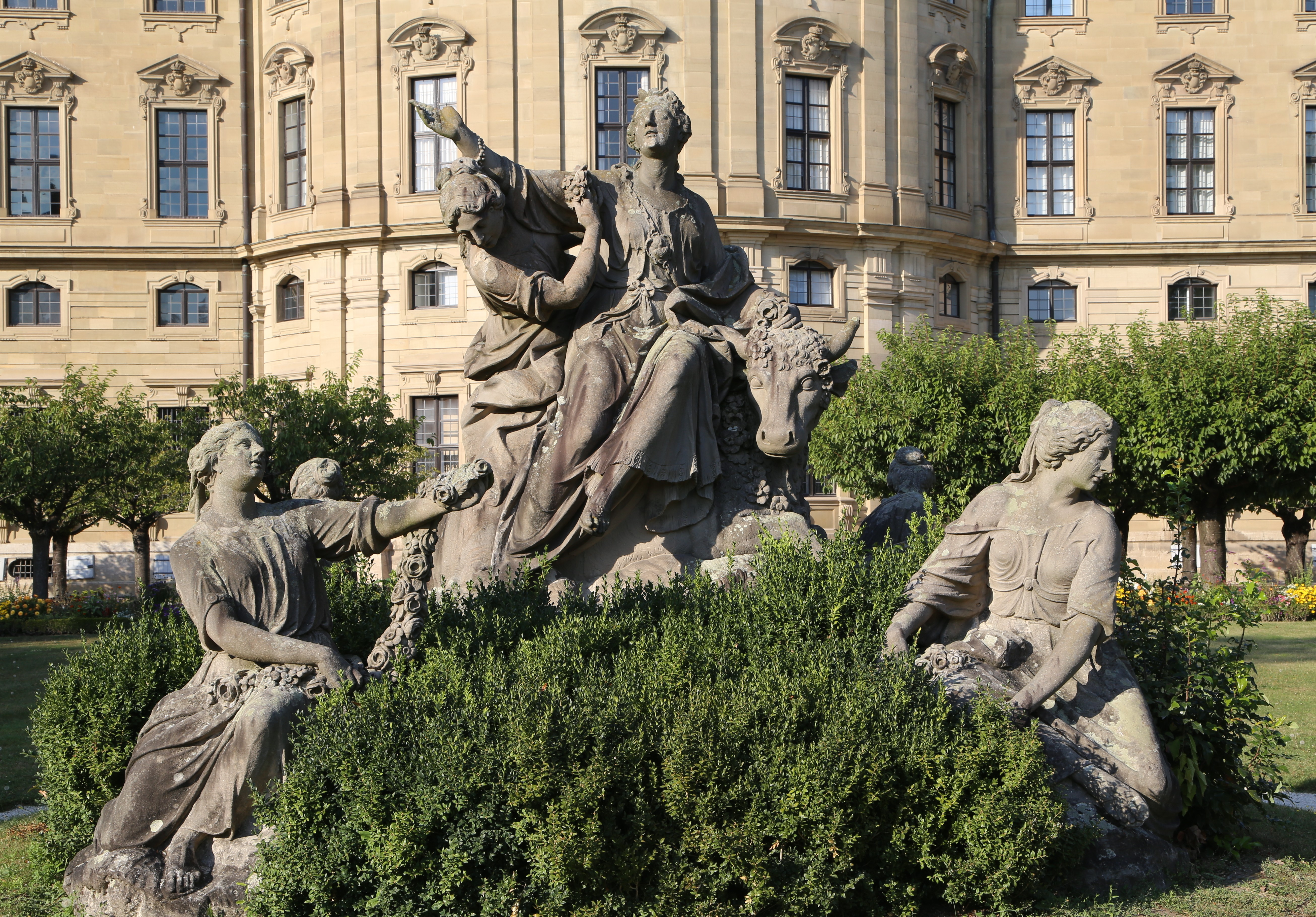
Похищение Европы. Камень. Дворцовый сад, Вюрцбургская резиденция
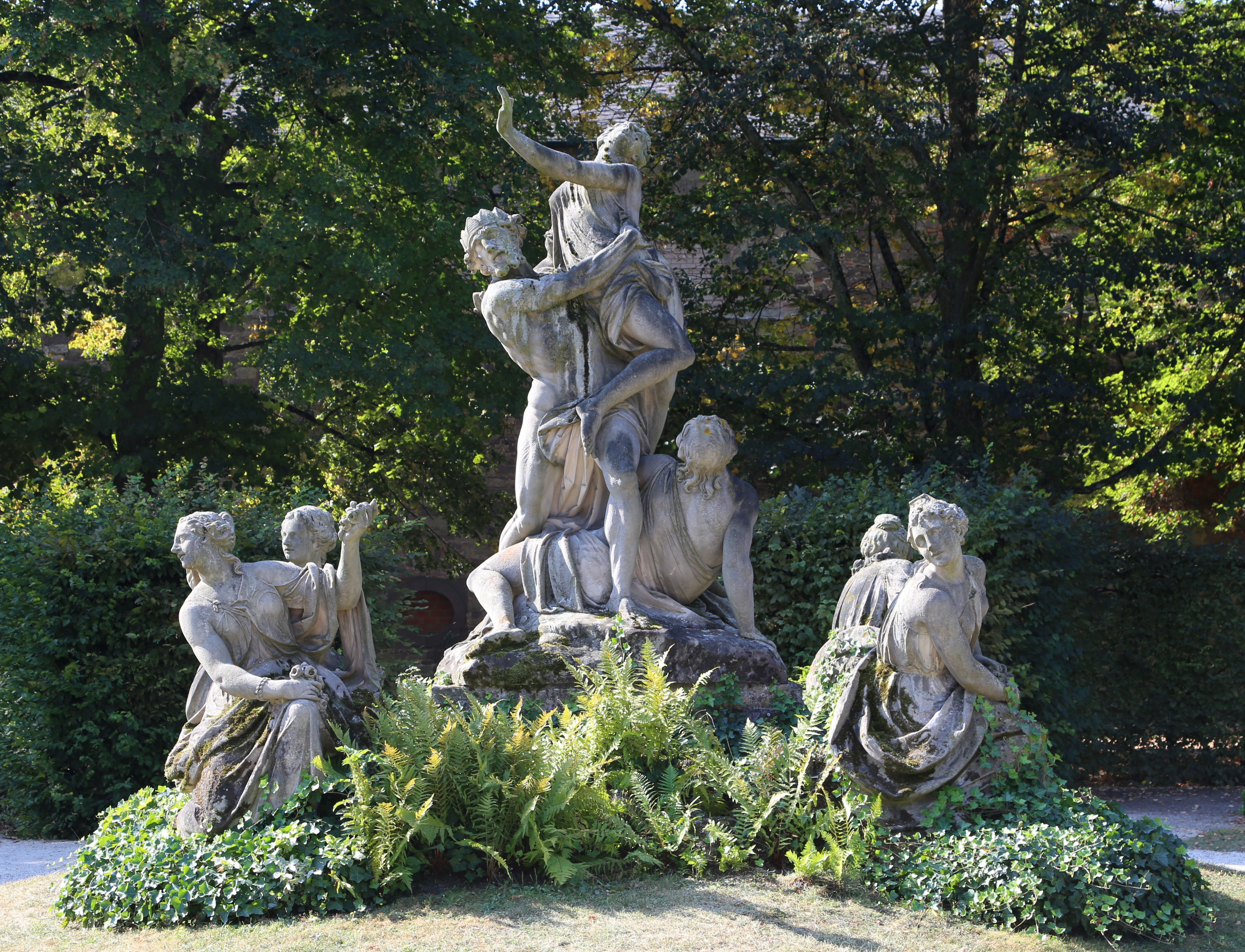
Похищение Прозерпины. Камень. Дворцовый сад, Вюрцбургская резиденция
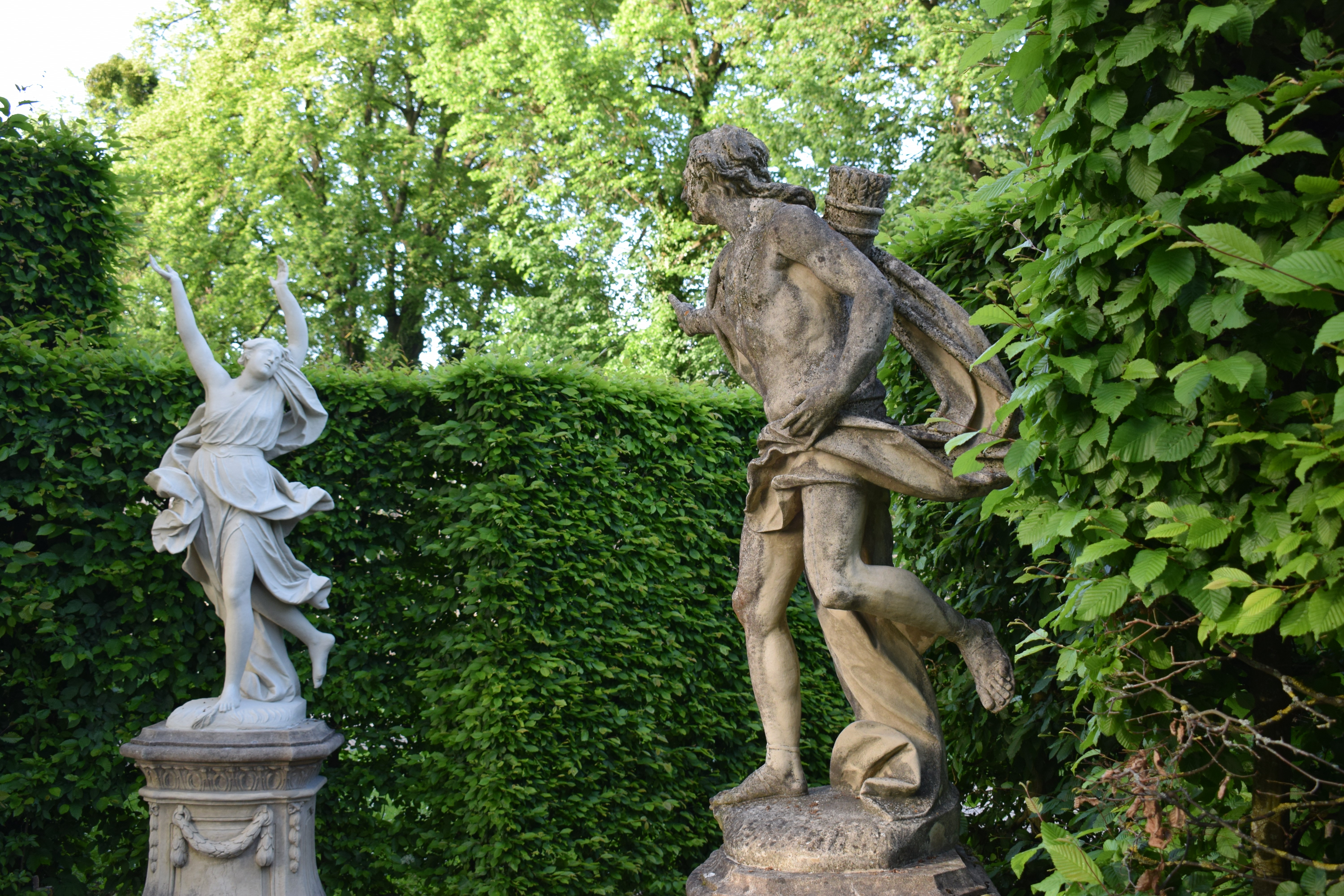
Аполлон и Дафна. 1775. Сад рококо, Файтсхёххайм, Бавария
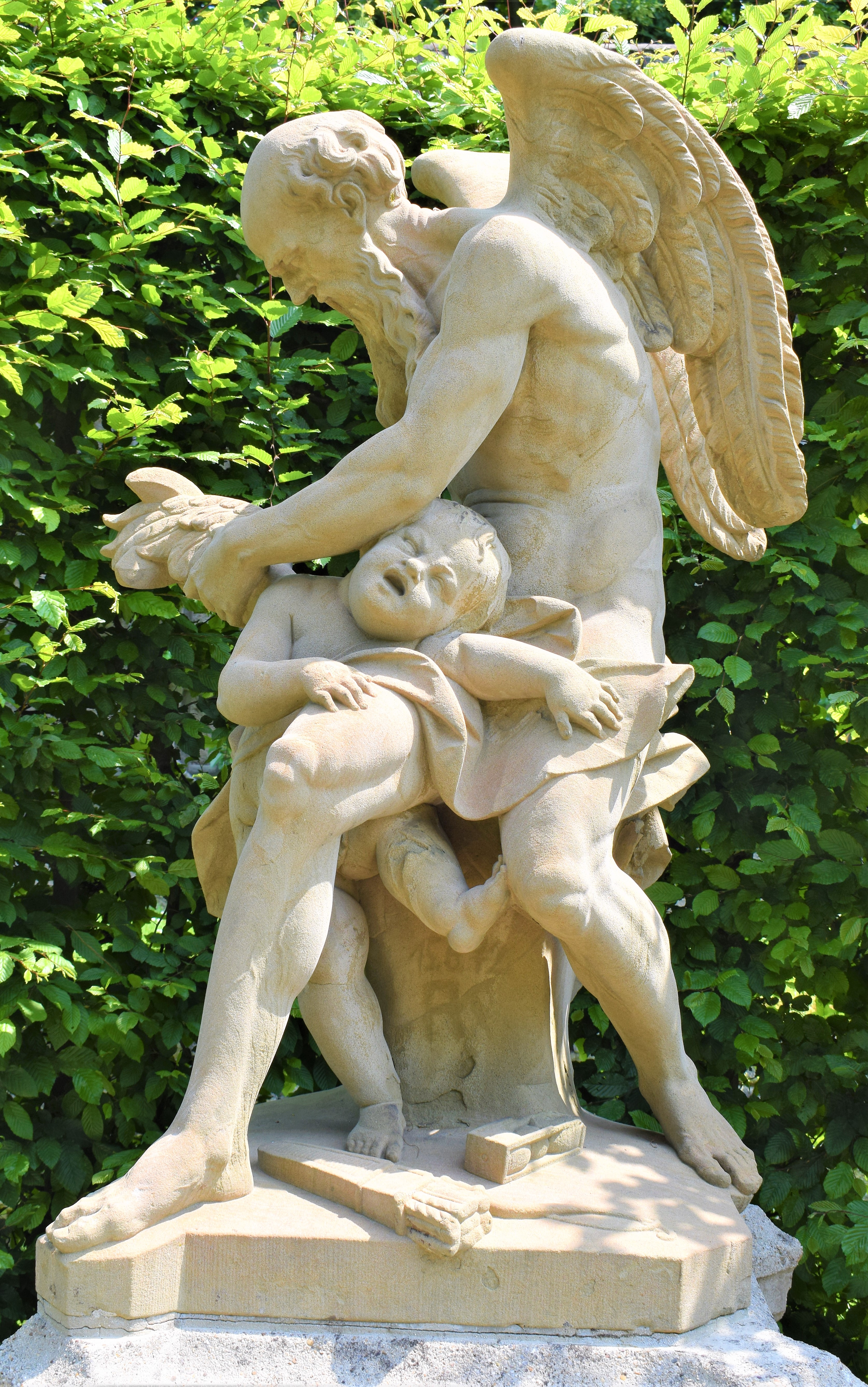
Хронос подрезает крылья купидона (Время подрезает крылья любви). 1775. Сад рококо, Файтсхёххайм, Бавария
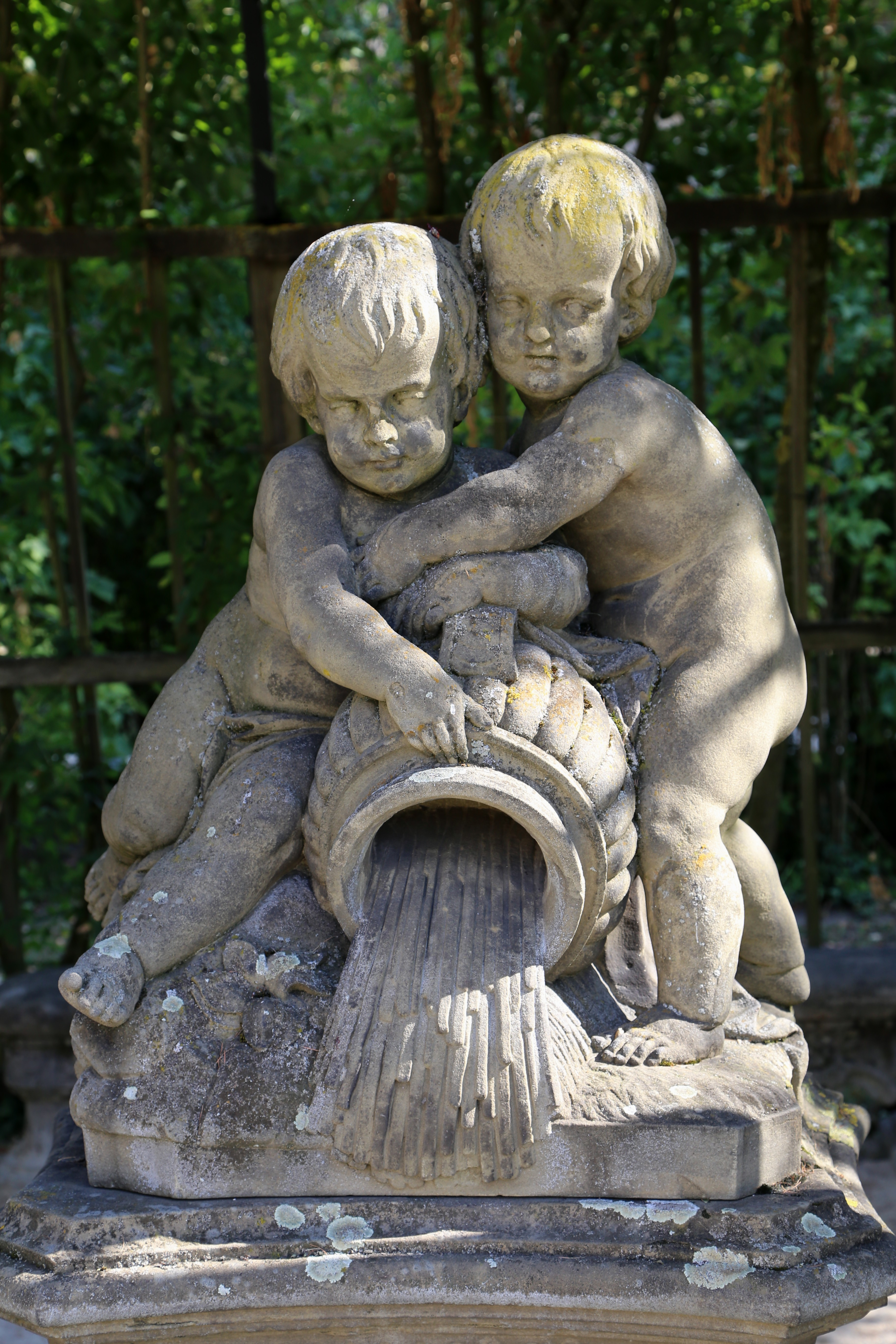
Путти. Камень. Дворцовый сад, Вюрцбургская резиденция
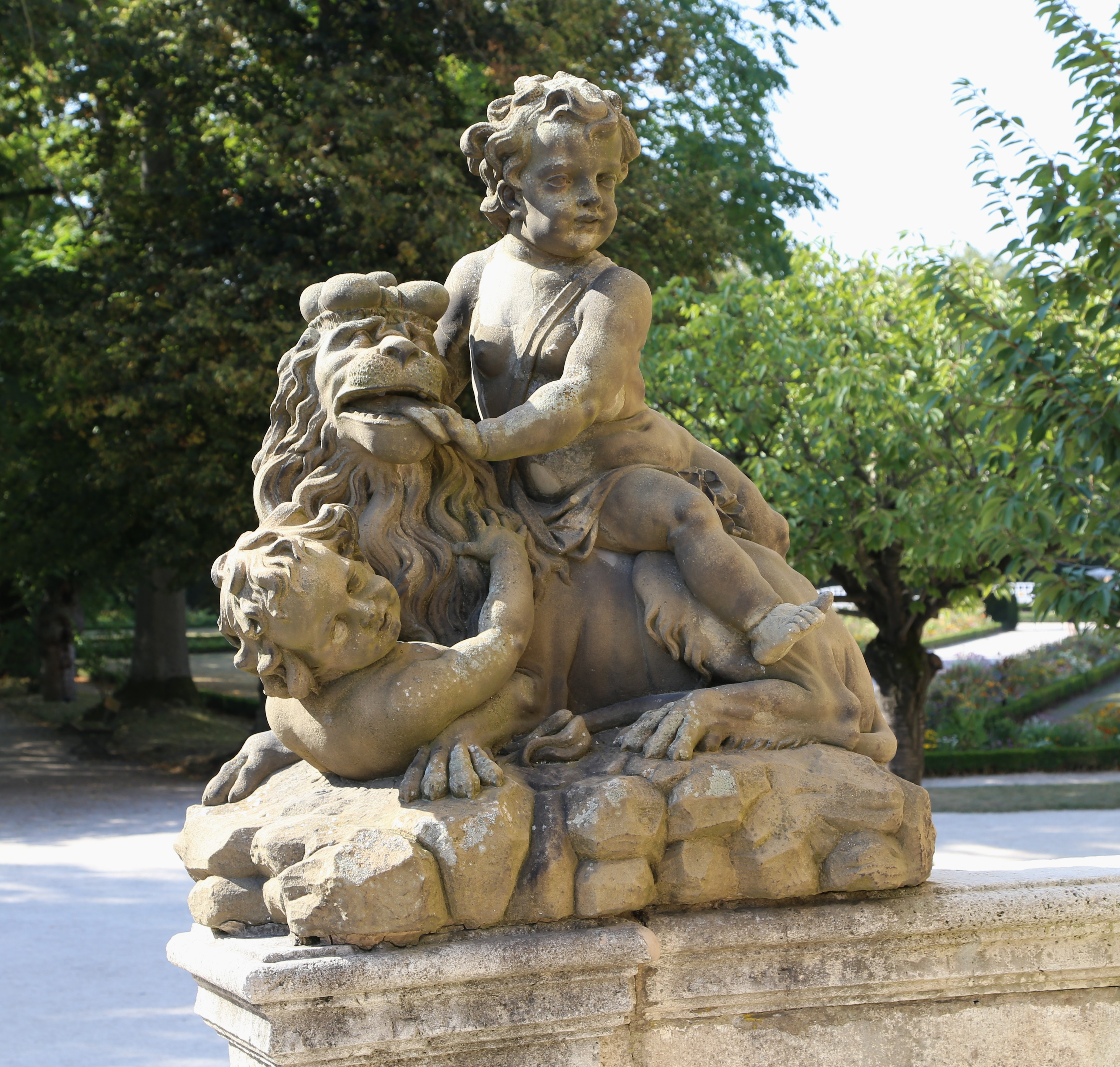
Путти. Камень. Дворцовый сад, Вюрцбургская резиденция